# Pyidaungsu Hluttaw
Il Pyidaungsu Hluttaw (in birmano ပြည်ထောင်စု လွှတ်တော်, "Assemblea dell'Unione") è il parlamento bicamerale della Birmania dal 2008. È composta da due camere: l'Amyotha Hluttaw e la Pyithu Hluttaw.

## Composizione
Il parlamento birmano è composto da due camere: la camera alta (Amyotha Hluttaw, "Camera delle Nazionalità") è composta da 224 membri, mentre la camera bassa (Pyithu Hluttaw, "Camera dei Rappresentanti") è composta da 440 membri, per un totale di 664. Di questi, 498 sono eletti dal popolo birmano, mentre i rimanenti 166 sono militari scelti dalle Tatmadaw (le forze armate birmane).
L'Assemblea è stata sciolta in seguito del colpo di Stato militare del 1º febbraio 2021.